# Tour de France 1973
Le Tour de France 1973 est la 60e édition du Tour de France, course cycliste qui s'est déroulée du 30 juin au 22 juillet 1973. Il comprend 20 étapes pour une longueur totale de 4 090 km. Lauréat de 6 étapes, l'Espagnol Luis Ocaña y remporte facilement l'épreuve avec près de 16 minutes d'avance sur le Français Bernard Thévenet.

## Généralités
- Eddy Merckx est le grand absent de ce Tour.
- 12 formations de 11 coureurs prennent le départ à Schéveningue aux Pays-Bas. Une seule formation arrive au complet à Paris et une autre est dissoute avant de voir la capitale.
- Luis Ocaña remporte six victoires d'étapes.
- 12 coureurs sont mis hors course à la 8e étape pour s'être accrochés à des voitures.
- À la suite d'une chute, Raymond Poulidor abandonne dans la 13e étape.
- La course aurait dû franchir le col de Péguère mais Luis Ocaña convainquit les organisateurs d'y renoncer en raison d'une descente trop dangereuse. Le Tour n'y reviendra qu'en 2012, dans l'autre sens cependant[2].
- Moyenne du vainqueur : 33,407 km/h.

## Étapes
| Étape,        | Date        | Villes étapes                                               |                              | Distance (km)         | Vainqueur d’étape        | Leader du classement général |
| ------------- | ----------- | ----------------------------------------------------------- | ---------------------------- | --------------------- | ------------------------ | ---------------------------- |
| Prologue      | 30 juin     | La Haye - Schéveningue (NED) – La Haye - Schéveningue (NED) | Contre-la-montre individuel  | 7,1                   | Joop Zoetemelk           | Joop Zoetemelk               |
| 1re étape (a) | 1er juillet | La Haye - Schéveningue (NED) – Rotterdam (NED)              | Étape de plaine              | 84                    | Willy Teirlinck          | Willy Teirlinck              |
| 1re étape (b) | 1er juillet | Rotterdam (NED) – Saint-Nicolas (BEL)                       | Étape de plaine              | 137,5                 | José Catieau             | Herman Van Springel          |
| 2e étape (a)  | 2 juillet   | Saint-Nicolas (BEL) – Saint-Nicolas (BEL)                   | Contre-la-montre par équipes | 12,4                  | Watney-Maes Pils         | Herman Van Springel          |
| 2e étape (b)  | 2 juillet   | Saint-Nicolas (BEL) – Roubaix                               | Étape de plaine              | 138                   | Eddy Verstraeten         | Herman Van Springel          |
| 3e étape      | 3 juillet   | Roubaix – Reims                                             | Étape de plaine              | 226                   | Cyrille Guimard          | José Catieau                 |
| 4e étape      | 4 juillet   | Reims – Nancy                                               | Étape de plaine              | 214                   | Joop Zoetemelk           | José Catieau                 |
| 5e étape      | 5 juillet   | Nancy – Mulhouse                                            | Étape de montagne            | 188                   | Walter Godefroot         | José Catieau                 |
| 6e étape      | 6 juillet   | Belfort – Divonne-les-Bains                                 | Étape de montagne            | 244,5                 | Jean-Pierre Danguillaume | José Catieau                 |
|               | 7 juillet   | Divonne-les-Bains                                           | Jour de repos                | Journée de repos no 1 | Journée de repos no 1    | Journée de repos no 1        |
| 7e étape (a)  | 8 juillet   | Divonne-les-Bains – Aspro - Gaillard                        | Étape de montagne            | 86,5                  | Luis Ocaña               | Luis Ocaña                   |
| 7e étape (b)  | 8 juillet   | Aspro - Gaillard – Méribel-les-Allues                       | Étape de montagne            | 150,5                 | Bernard Thévenet         | Luis Ocaña                   |
| 8e étape      | 9 juillet   | Moûtiers – Les Orres                                        | Étape de montagne            | 237,5                 | Luis Ocaña               | Luis Ocaña                   |
| 9e étape      | 10 juillet  | Embrun – Nice                                               | Étape de montagne            | 234,5                 | Vicente López Carril     | Luis Ocaña                   |
| 10e étape     | 11 juillet  | Nice – Aubagne                                              | Étape de montagne            | 222,5                 | Michael Wright           | Luis Ocaña                   |
| 11e étape     | 12 juillet  | Montpellier – Argelès-sur-Mer                               | Étape de plaine              | 238                   | Barry Hoban              | Luis Ocaña                   |
| 12e étape (a) | 13 juillet  | Perpignan – Thuir                                           | Contre-la-montre individuel  | 28,3                  | Luis Ocaña               | Luis Ocaña                   |
| 12e étape (b) | 13 juillet  | Thuir – Pyrénées 2000                                       | Étape de montagne            | 76                    | Lucien Van Impe          | Luis Ocaña                   |
|               | 14 juillet  | Bolquère - Pyrénées 2000                                    | Jour de repos                | Journée de repos no 2 | Journée de repos no 2    | Journée de repos no 2        |
| 13e étape     | 15 juillet  | Bourg-Madame – Luchon                                       | Étape de montagne            | 235                   | Luis Ocaña               | Luis Ocaña                   |
| 14e étape     | 16 juillet  | Luchon – Pau                                                | Étape de montagne            | 227,5                 | Pedro Torres             | Luis Ocaña                   |
| 15e étape     | 17 juillet  | Pau – Fleurance                                             | Étape de plaine              | 137                   | Wilfried David           | Luis Ocaña                   |
| 16e étape (a) | 18 juillet  | Fleurance – Bordeaux                                        | Étape de plaine              | 210                   | Walter Godefroot         | Luis Ocaña                   |
| 16e étape (b) | 18 juillet  | Circuit de Bordeaux Lac                                     | Contre-la-montre individuel  | 12,4                  | Joaquim Agostinho        | Luis Ocaña                   |
| 17e étape     | 19 juillet  | Sainte-Foy-la-Grande – Brive-la-Gaillarde                   | Étape de plaine              | 248                   | Claude Tollet            | Luis Ocaña                   |
| 18e étape     | 20 juillet  | Brive-la-Gaillarde – Clermont-Ferrand - Puy de Dôme         | Étape de montagne            | 216,5                 | Luis Ocaña               | Luis Ocaña                   |
| 19e étape     | 21 juillet  | Bourges – Versailles                                        | Étape de plaine              | 233,5                 | Barry Hoban              | Luis Ocaña                   |
| 20e étape (a) | 22 juillet  | Versailles – Versailles                                     | Contre-la-montre individuel  | 16                    | Luis Ocaña               | Luis Ocaña                   |
| 20e étape (b) | 22 juillet  | Versailles – Paris - Vélodrome de la Cipale                 | Étape de plaine              | 89                    | Bernard Thévenet         | Luis Ocaña                   |

## Classements

### Classement général final
| Classement général | Classement général       | Classement général | Classement général         | Classement général   |
|                    | Coureur                  | Pays               | Équipe                     | Temps                |
| ------------------ | ------------------------ | ------------------ | -------------------------- | -------------------- |
| 1er                | Luis Ocaña               | Espagne            | Bic                        | en 122 h 25 min 34 s |
| 2e                 | Bernard Thévenet         | France             | Peugeot-BP-Michelin        | + 15 min 51 s        |
| 3e                 | José Manuel Fuente       | Espagne            | Kas-Kaskol                 | + 17 min 15 s        |
| 4e                 | Joop Zoetemelk           | Pays-Bas           | Gitane-Frigécrème          | + 26 min 22 s        |
| 5e                 | Lucien Van Impe          | Belgique           | Sonolor                    | + 30 min 20 s        |
| 6e                 | Herman Van Springel      | Belgique           | Rokado-De Gribaldy         | + 32 min 1 s         |
| 7e                 | Michel Périn             | France             | Gan-Mercier-Hutchinson     | + 33 min 2 s         |
| 8e                 | Joaquim Agostinho        | Portugal           | Bic                        | + 35 min 51 s        |
| 9e                 | Vicente López Carril     | Espagne            | Kas-Kaskol                 | + 36 min 18 s        |
| 10e                | Régis Ovion              | France             | Peugeot-BP-Michelin        | + 36 min 59 s        |
| 11e                | Raymond Delisle          | France             | Peugeot-BP-Michelin        | + 37 min 43 s        |
| 12e                | Mariano Martinez         | France             | Gan-Mercier-Hutchinson     | + 40 min 49 s        |

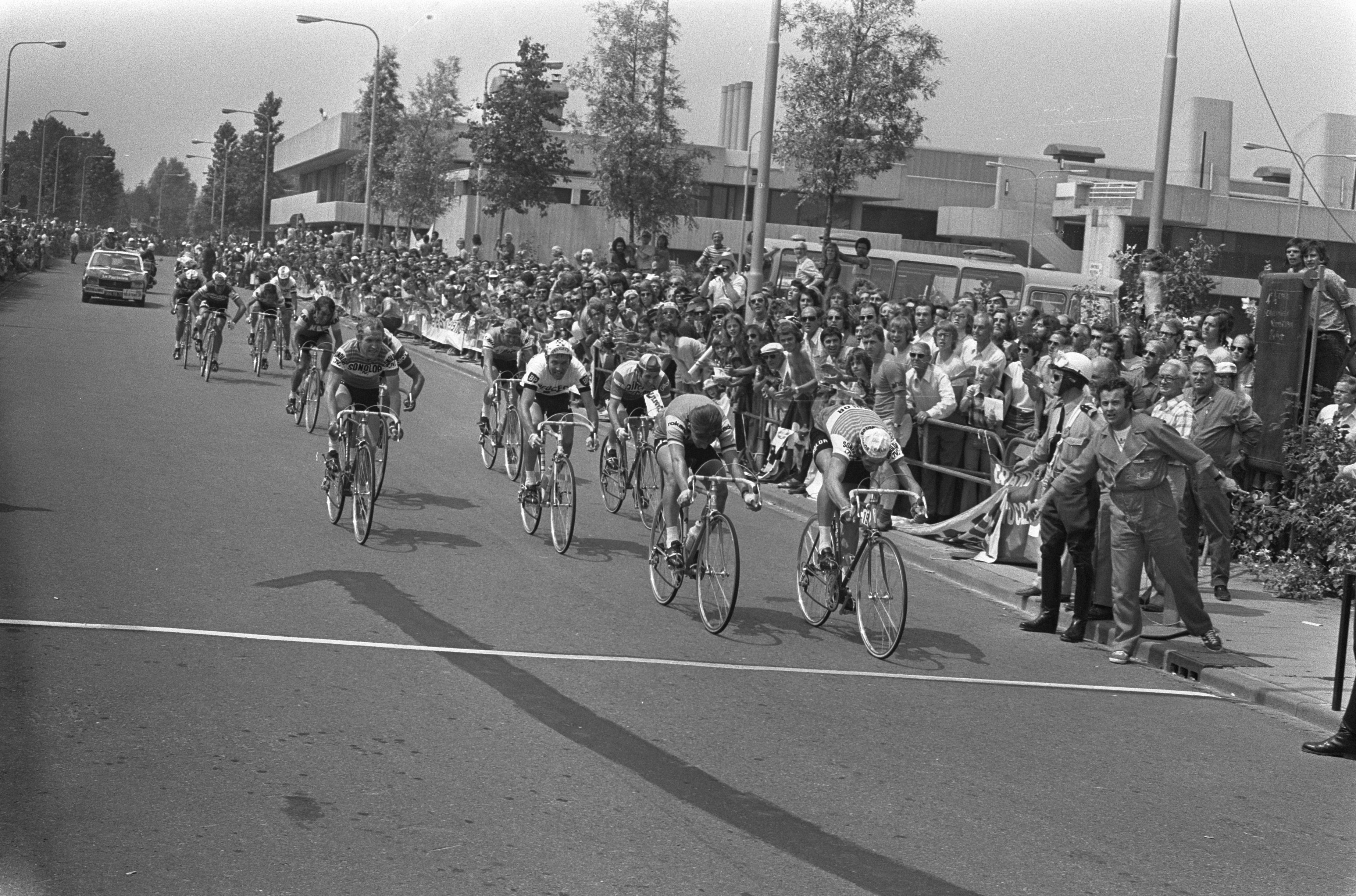
Arrivée de la première étape à Rotterdam.

| 13e                | Pedro Torres             | Espagne            | La Casera-Peña Bahamontes  | + 47 min 30 s        |
| 14e                | José Catieau             | France             | Bic                        | + 49 min 12 s        |
| 15e                | Antonio Martos           | Espagne            | Kas-Kaskol                 | + 49 min 20 s        |
| 16e                | Antoon Houbrechts        | Belgique           | Rokado-De Gribaldy         | + 49 min 38 s        |
| 17e                | Lucien Aimar             | France             | De Kova-Lejeune (en)       | + 49 min 54 s        |
| 18e                | Fernando Mendes          | Portugal           | Flandria-Carpenter-Shimano | + 51 min 22 s        |
| 19e                | Leif Mortensen           | Danemark           | Bic                        | + 52 min 18 s        |
| 20e                | Francisco Galdós         | Espagne            | Kas-Kaskol                 | + 53 min 5 s         |
| 21e                | Bernard Labourdette      | France             | Bic                        | + 1 h 4 min 49 s     |
| 22e                | Jean-Pierre Danguillaume | France             | Peugeot-BP-Michelin        | + 1 h 8 min 41 s     |
| 23e                | Luis Zubero              | Espagne            | Kas-Kaskol                 | + 1 h 18 min 49 s    |
| 24e                | Ronald De Witte          | Belgique           | Flandria-Carpenter-Shimano | + 1 h 19 min 18 s    |
| 25e                | Luis Balague             | Espagne            | La Casera-Peña Bahamontes  | + 1 h 20 min 11 s    |
| modifier           |                          |                    |                            |                      |

### Classements annexes finals
| Classement par points | Classement par points | Classement par points | Classement par points      | Classement par points |
| --------------------- | --------------------- | --------------------- | -------------------------- | --------------------- |
|                       | Coureur               | Pays                  | Équipe                     | Point(s)              |
| 1er                   | Herman Van Springel   | Belgique              | Rokado-De Gribaldy         | 187 points            |
| 2e                    | Joop Zoetemelk        | Pays-Bas              | Gitane-Frigécrème          | 168 pts               |
| 3e                    | Luis Ocaña            | Espagne               | Bic                        | 145 pts               |
| 4e                    | Bernard Thévenet      | France                | Peugeot-BP-Michelin        | 139 pts               |
| 5e                    | Walter Godefroot      | Belgique              | Flandria-Carpenter-Shimano | 139 pts               |
| 6e                    | Barry Hoban           | Royaume-Uni           | Gan-Mercier-Hutchinson     | 110 pts               |
| 7e                    | Gerard Vianen         | Pays-Bas              | Gitane-Frigécrème          | 110 pts               |
| 8e                    | Lucien Van Impe       | Belgique              | Sonolor                    | 109 pts               |
| 9e                    | Mariano Martinez      | France                | Gan-Mercier-Hutchinson     | 89 pts                |
| 10e                   | Jacques Esclassan     | France                | Peugeot-BP-Michelin        | 89 pts                |
| modifier              |                       |                       |                            |                       |

| Classement du Prix du meilleur grimpeur | Classement du Prix du meilleur grimpeur | Classement du Prix du meilleur grimpeur | Classement du Prix du meilleur grimpeur | Classement du Prix du meilleur grimpeur |
| --------------------------------------- | --------------------------------------- | --------------------------------------- | --------------------------------------- | --------------------------------------- |
|                                         | Coureur                                 | Pays                                    | Équipe                                  | Point(s)                                |
| 1er                                     | Pedro Torres                            | Espagne                                 | La Casera-Peña Bahamontes               | 225 points                              |
| 2e                                      | José Manuel Fuente                      | Espagne                                 | Kas-Kaskol                              | 216 pts                                 |
| 3e                                      | Luis Ocaña                              | Espagne                                 | Bic                                     | 192 pts                                 |
| 4e                                      | Bernard Thévenet                        | France                                  | Peugeot-BP-Michelin                     | 119 pts                                 |
| 5e                                      | Lucien Van Impe                         | Belgique                                | Sonolor                                 | 107 pts                                 |
| 6e                                      | Joop Zoetemelk                          | Pays-Bas                                | Gitane-Frigécrème                       | 83 pts                                  |
| 7e                                      | Vicente López Carril                    | Espagne                                 | Kas-Kaskol                              | 80 pts                                  |
| 8e                                      | Joaquim Agostinho                       | Portugal                                | Bic                                     | 46 pts                                  |
| 9e                                      | Francisco Galdós                        | Espagne                                 | Kas-Kaskol                              | 46 pts                                  |
| 10e                                     | Mariano Martinez                        | France                                  | Gan-Mercier-Hutchinson                  | 38 pts                                  |
| modifier                                |                                         |                                         |                                         |                                         |

| Classement combiné, | Classement combiné, | Classement combiné, | Classement combiné,        | Classement combiné, |
| ------------------- | ------------------- | ------------------- | -------------------------- | ------------------- |
|                     | Coureur             | Pays                | Équipe                     | Point(s)            |
| 1er                 | Joop Zoetemelk      | Pays-Bas            | Gitane-Frigécrème          | 20 points           |
| 2e                  | Lucien Van Impe     | Belgique            | Sonolor                    | 26 pts              |
| 3e                  | Bernard Thévenet    | France              | Peugeot-BP-Michelin        | 33 pts              |
| 4e                  | Herman Van Springel | Belgique            | Rokado-De Gribaldy         | 50 pts              |
| 5e                  | Fernando Mendes     | Portugal            | Flandria-Carpenter-Shimano | 55 pts              |
| 6e                  | José Catieau        | France              | Bic                        | 82 pts              |
| modifier            |                     |                     |                            |                     |

| Classement des sprints intermédiaires | Classement des sprints intermédiaires | Classement des sprints intermédiaires | Classement des sprints intermédiaires | Classement des sprints intermédiaires |
| ------------------------------------- | ------------------------------------- | ------------------------------------- | ------------------------------------- | ------------------------------------- |
|                                       | Coureur                               | Pays                                  | Équipe                                | Point(s)                              |
| 1er                                   | Marc Demeyer                          | Belgique                              | Flandria-Carpenter-Shimano            | 105 points                            |
| 2e                                    | Barry Hoban                           | Royaume-Uni                           | Gan-Mercier-Hutchinson                | 70 pts                                |
| 3e                                    | Willy Teirlinck                       | Belgique                              | Sonolor                               | 60 pts                                |
| 4e                                    | Raymond Riotte                        | France                                | Sonolor                               | 34 pts                                |
| 5e                                    | Fernando Mendes Robert Mintkiewicz    | Portugal France                       | Flandria-Carpenter-Shimano Sonolor    | 18 pts                                |
| 7e                                    | Régis Delépine                        | France                                | Gan-Mercier-Hutchinson                | 13 pts                                |
| 8e                                    | Joop Zoetemelk                        | Pays-Bas                              | Gitane-Frigécrème                     | 12 pts                                |
| 9e                                    | Jacques Esclassan                     | France                                | Peugeot-BP-Michelin                   | 11 pts                                |
| 10e                                   | Lucien Van Impe Vicente López Carril  | Belgique Espagne                      | Sonolor Kas-Kaskol                    | 10 pts                                |
| modifier                              |                                       |                                       |                                       |                                       |

| Classement par équipes | Classement par équipes     | Classement par équipes | Classement par équipes |
|                        | Équipe                     | Pays                   | Temps                  |
| ---------------------- | -------------------------- | ---------------------- | ---------------------- |
| 1re                    | Bic                        | France                 | en 369 h 31 min 55 s   |
| 2e                     | Peugeot-BP-Michelin        | France                 | + 20 min 23 s          |
| 3e                     | Kas-Kaskol                 | Espagne                | + 20 min 42 s          |
| 4e                     | Gan-Mercier-Hutchinson     | France                 | + 23 min 4 s           |
| 5e                     | Rokado-De Gribaldy         | Allemagne de l'Ouest   | + 1 h 40 min 42 s      |
| 6e                     | Sonolor                    | France                 | + 1 h 45 min 56 s      |
| 7e                     | Gitane-Frigécrème          | France                 | + 1 h 58 min 57 s      |
| 8e                     | La Casera-Peña Bahamontes  | Espagne                | + 2 h 1 min 50 s       |
| 9e                     | Flandria-Carpenter-Shimano | Belgique               | + 2 h 9 min 21 s       |
| 10e                    | De Kova-Lejeune (en)       | France                 | + 3 h 9 min 21 s       |
| modifier               |                            |                        |                        |

| Classement par équipes par points, | Classement par équipes par points, | Classement par équipes par points, | Classement par équipes par points, | Classement par équipes par points, |
|                                    | Équipes                            | Pays                               |                                    | Point(s)                           |
| ---------------------------------- | ---------------------------------- | ---------------------------------- | ---------------------------------- | ---------------------------------- |
| 1re                                | Gan-Mercier-Hutchinson             | France                             |                                    | 868                                |
| 2e                                 | Peugeot-BP-Michelin                | France                             |                                    | 1 171                              |
| 3e                                 | Rokado-De Gribaldy                 | Allemagne de l'Ouest               |                                    | 1 554                              |
| 4e                                 | Bic                                | France                             |                                    | 1 565                              |
| 5e                                 | Flandria-Carpenter-Shimano         | Belgique                           |                                    | 1 596                              |
| 6e                                 | Sonolor                            | France                             |                                    | 1 687                              |
| 7e                                 | Gitane-Frigécrème                  | France                             |                                    | 1 751                              |
| 8e                                 | Kas-Kaskol                         | Espagne                            |                                    | 1 863                              |
| 9e                                 | La Casera-Peña Bahamontes          | Espagne                            |                                    | 2 338                              |
| 10e                                | Canada Dry-Gazelle (en)            | Pays-Bas                           |                                    | 3 217                              |
| modifier                           |                                    |                                    |                                    |                                    |

### Évolution des classements
| Étape              | Vainqueur                | Classement général  | Classement par points | Classement de la montagne | Classement du combiné | Classement des sprints intermédiaires | Classement par équipes | Classement par équipes | Classement de la combativité |
| Étape              | Vainqueur                | Classement général  | Classement par points | Classement de la montagne | Classement du combiné | Classement des sprints intermédiaires | au temps               | aux points             | Classement de la combativité |
| ------------------ | ------------------------ | ------------------- | --------------------- | ------------------------- | --------------------- | ------------------------------------- | ---------------------- | ---------------------- | ---------------------------- |
| P                  | Joop Zoetemelk           | Joop Zoetemelk      | Joop Zoetemelk        | Non décerné               | Non décerné           | Non décerné                           | Gan-Mercier-Hutchinson | Gan-Mercier-Hutchinson | Non décerné                  |
| 1a                 | Willy Teirlinck          | Willy Teirlinck     | Willy Teirlinck       | Non décerné               | Willy Teirlinck       | Willy Teirlinck                       | Sonolor                | Sonolor                | José Catieau                 |
| 1b                 | José Catieau             | Herman Van Springel | Herman Van Springel   | Non décerné               | Willy Teirlinck       | Willy Teirlinck                       | Bic                    | Rokado-De Gribaldy     | José Catieau                 |
| 2a                 | Watney-Maes Pils         | Herman Van Springel | Herman Van Springel   | Non décerné               | Willy Teirlinck       | Willy Teirlinck                       | Bic                    | Rokado-De Gribaldy     | Tino Tabak                   |
| 2b                 | Eddy Verstraeten         | Herman Van Springel | Herman Van Springel   | Frans Verbeeck            | Willy Teirlinck       | Marc Demeyer                          | Bic                    | Rokado-De Gribaldy     | Tino Tabak                   |
| 3                  | Cyrille Guimard          | José Catieau        | Cyrille Guimard       | Willy De Geest            | Willy De Geest        | Marc Demeyer                          | Bic                    | Rokado-De Gribaldy     | Luis Ocaña                   |
| 4                  | Joop Zoetemelk           | José Catieau        | Herman Van Springel   | Willy De Geest            | Willy De Geest        | Marc Demeyer                          | Bic                    | Rokado-De Gribaldy     | Antonio Menéndez             |
| 5                  | Walter Godefroot         | José Catieau        | Herman Van Springel   | Charly Grosskost          | Willy De Geest        | Marc Demeyer                          | Bic                    | Rokado-De Gribaldy     | Charly Grosskost             |
| 6                  | Jean-Pierre Danguillaume | José Catieau        | Herman Van Springel   | Pedro Torres              | Willy De Geest        | Marc Demeyer                          | Bic                    | Rokado-De Gribaldy     | Raymond Riotte               |
| 7a                 | Luis Ocaña               | Luis Ocaña          | Herman Van Springel   | Pedro Torres              | Willy De Geest        | Marc Demeyer                          | Bic                    | Gan-Mercier-Hutchinson | Walter Godefroot             |
| 7b                 | Bernard Thévenet         | Luis Ocaña          | Herman Van Springel   | Pedro Torres              | Lucien Van Impe       | Marc Demeyer                          | Bic                    | Gan-Mercier-Hutchinson | Walter Godefroot             |
| 8                  | Luis Ocaña               | Luis Ocaña          | Herman Van Springel   | Luis Ocaña                | Lucien Van Impe       | Marc Demeyer                          | Bic                    | Gan-Mercier-Hutchinson | Luis Ocaña                   |
| 9                  | Vicente López Carril     | Luis Ocaña          | Herman Van Springel   | José Manuel Fuente        | José Manuel Fuente    | Marc Demeyer                          | Bic                    | Gan-Mercier-Hutchinson | Vicente López Carril         |
| 10                 | Michael Wright           | Luis Ocaña          | Herman Van Springel   | José Manuel Fuente        | José Manuel Fuente    | Marc Demeyer                          | Bic                    | Gan-Mercier-Hutchinson | Raymond Riotte               |
| 11                 | Barry Hoban              | Luis Ocaña          | Herman Van Springel   | José Manuel Fuente        | Joop Zoetemelk        | Marc Demeyer                          | Bic                    | Gan-Mercier-Hutchinson | Non décerné                  |
| 12a                | Luis Ocaña               | Luis Ocaña          | Herman Van Springel   | José Manuel Fuente        | Joop Zoetemelk        | Marc Demeyer                          | Bic                    | Gan-Mercier-Hutchinson | Lucien Van Impe              |
| 12b                | Lucien Van Impe          | Luis Ocaña          | Herman Van Springel   | José Manuel Fuente        | Joop Zoetemelk        | Marc Demeyer                          | Bic                    | Gan-Mercier-Hutchinson | Lucien Van Impe              |
| 13                 | Luis Ocaña               | Luis Ocaña          | Herman Van Springel   | José Manuel Fuente        | Joop Zoetemelk        | Marc Demeyer                          | Bic                    | Gan-Mercier-Hutchinson | Joop Zoetemelk               |
| 14                 | Pedro Torres             | Luis Ocaña          | Herman Van Springel   | José Manuel Fuente        | Joop Zoetemelk        | Marc Demeyer                          | Bic                    | Gan-Mercier-Hutchinson | Joop Zoetemelk               |
| 15                 | Wilfried David           | Luis Ocaña          | Herman Van Springel   | José Manuel Fuente        | Joop Zoetemelk        | Marc Demeyer                          | Bic                    | Gan-Mercier-Hutchinson | Wilfried David               |
| 16a                | Walter Godefroot         | Luis Ocaña          | Herman Van Springel   | José Manuel Fuente        | Joop Zoetemelk        | Marc Demeyer                          | Bic                    | Gan-Mercier-Hutchinson | Bernard Thévenet             |
| 16b                | Joaquim Agostinho        | Luis Ocaña          | Herman Van Springel   | José Manuel Fuente        | Joop Zoetemelk        | Marc Demeyer                          | Bic                    | Gan-Mercier-Hutchinson | Bernard Thévenet             |
| 17                 | Claude Tollet            | Luis Ocaña          | Herman Van Springel   | Pedro Torres              | Joop Zoetemelk        | Marc Demeyer                          | Bic                    | Gan-Mercier-Hutchinson | Jacques-André Hochart        |
| 18                 | Luis Ocaña               | Luis Ocaña          | Herman Van Springel   | Pedro Torres              | Joop Zoetemelk        | Marc Demeyer                          | Bic                    | Gan-Mercier-Hutchinson | Jean-Claude Blocher          |
| 19                 | Barry Hoban              | Luis Ocaña          | Herman Van Springel   | Pedro Torres              | Joop Zoetemelk        | Marc Demeyer                          | Bic                    | Gan-Mercier-Hutchinson | Marc Demeyer                 |
| 20a                | Luis Ocaña               | Luis Ocaña          | Herman Van Springel   | Pedro Torres              | Joop Zoetemelk        | Marc Demeyer                          | Bic                    | Gan-Mercier-Hutchinson | Bernard Thévenet             |
| 20b                | Bernard Thévenet         | Luis Ocaña          | Herman Van Springel   | Pedro Torres              | Joop Zoetemelk        | Marc Demeyer                          | Bic                    | Gan-Mercier-Hutchinson | Bernard Thévenet             |
| Classements finals | Classements finals       | Luis Ocaña          | Herman Van Springel   | Pedro Torres              | Joop Zoetemelk        | Marc Demeyer                          | Bic                    | Gan-Mercier-Hutchinson | Luis Ocaña                   |

## Liste des coureurs

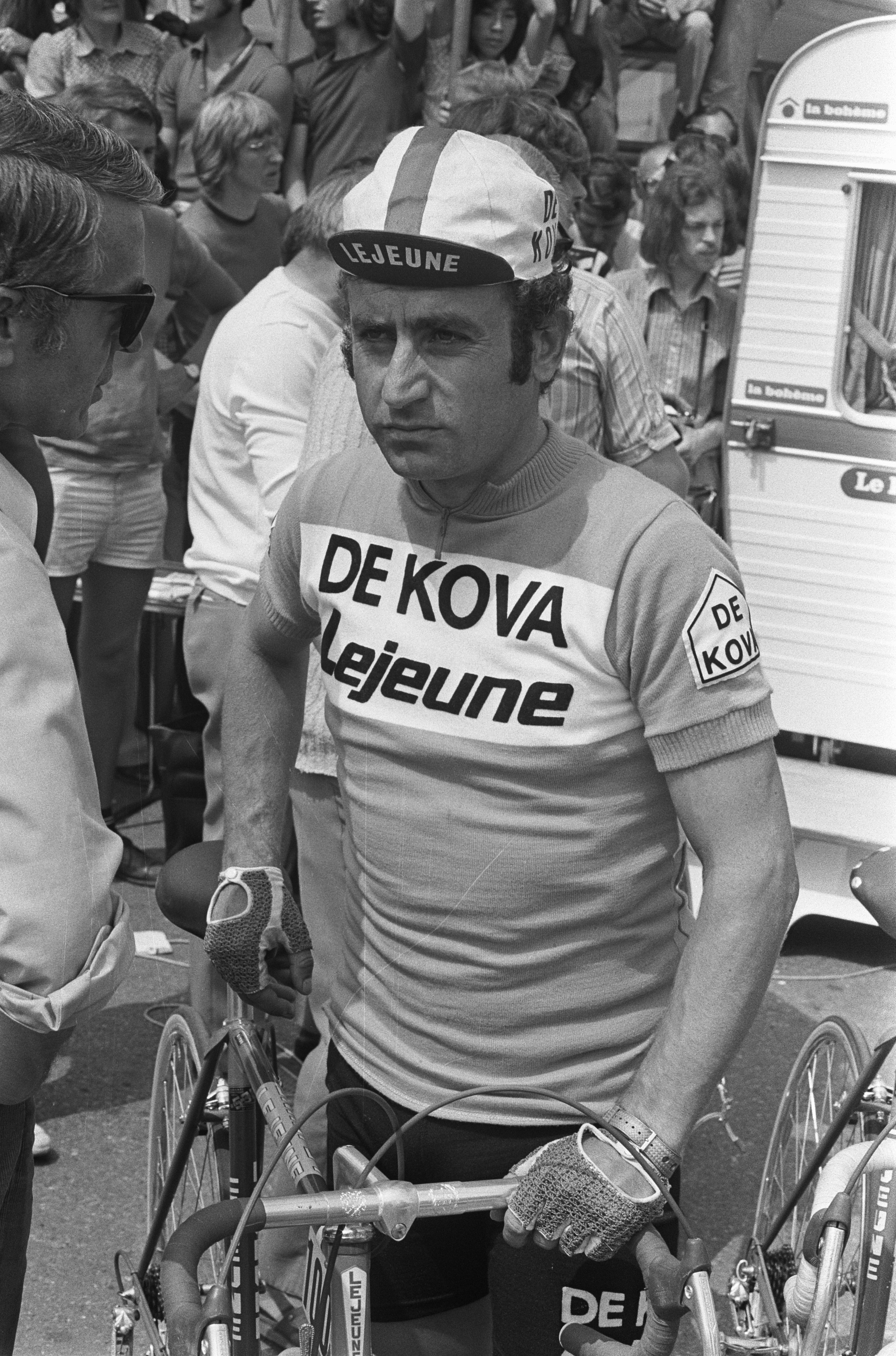
Lucien Aimar lors du Tour de France 1973.

La liste ci-dessous présente les coureurs inscrits par numéro de dossard.
| Légende | Légende                                                                    | Légende | Légende                                                    |
| ------- | -------------------------------------------------------------------------- | ------- | ---------------------------------------------------------- |
| Num     | Dossard de départ porté par le coureur sur ce Tour                         | Pos     | Position à l'arrivée de la course                          |
|         | Indique un maillot de champion national ou mondial, suivi de sa spécialité | NP      | Indique un coureur qui n'a pas pris le départ de la course |
| AB      | Indique un coureur qui n'a pas terminé la course                           | HD      | Indique un coureur qui a terminé la course hors des délais |

| Gan-Mercier-Hutchinson          | Gan-Mercier-Hutchinson  | Gan-Mercier-Hutchinson |
| ------------------------------- | ----------------------- | ---------------------- |
| Num                             | Coureur                 | Pos                    |
| 1                               | Raymond Poulidor (FRA)  | AB-13                  |
| 2                               | Régis Delépine (FRA)    | 82e                    |
| 3                               | Jean-Pierre Genet (FRA) | 46e                    |
| 4                               | René Grelin (FRA)       | 25e                    |
| 5                               | Charly Grosskost (FRA)  | 67e                    |
| 6                               | Cyrille Guimard (FRA)   | NP-8                   |
| 7                               | Barry Hoban (GBR)       | 43e                    |
| 8                               | Mariano Martinez (FRA)  | 12e                    |
| 9                               | Gérard Moneyron (FRA)   | 79e                    |
| 10                              | Jacques Mourioux (FRA)  | 76e                    |
| 11                              | Michel Périn (FRA)      | 7e                     |
| Directeur sportif : Louis Caput |                         |                        |

| Sonolor                                                      | Sonolor                  | Sonolor |
| ------------------------------------------------------------ | ------------------------ | ------- |
| Num                                                          | Coureur                  | Pos     |
| 12                                                           | Gérard Besnard (FRA)     | 61e     |
| 13                                                           | Jacques Botherel (FRA)   | 71e     |
| 14                                                           | Yves Hézard (FRA)        | AB-13   |
| 15                                                           | Robert Mintkiewicz (FRA) | 80e     |
| 16                                                           | Raymond Riotte (FRA)     | 78e     |
| 17                                                           | Michel Roques (FRA)      | 56e     |
| 18                                                           | Tino Tabak (NED)         | AB-9    |
| 19                                                           | Willy Teirlinck (BEL)    | 60e     |
| 20                                                           | Claude Tollet (FRA)      | 48e     |
| 21                                                           | Lucien Van Impe (BEL)    | 5e      |
| 22                                                           | Willy Van Neste (BEL)    | AB-11   |
| Directeurs sportifs : Jean Stablinski et Raymond Charpentier |                          |         |

| Flandria-Carpenter-Shimano                              | Flandria-Carpenter-Shimano | Flandria-Carpenter-Shimano |
| ------------------------------------------------------- | -------------------------- | -------------------------- |
| Num                                                     | Coureur                    | Pos                        |
| 23                                                      | Wilfried David (BEL)       | 74e                        |
| 24                                                      | Lucien De Brauwere (BEL)   | AB-8                       |
| 25                                                      | Ludo Delcroix (BEL)        | HD-4                       |
| 26                                                      | Marc Demeyer (BEL)         | 72e                        |
| 27                                                      | Ronald De Witte (BEL)      | 24e                        |
| 28                                                      | Daniel Ducreux (FRA)       | 54e                        |
| 29                                                      | Walter Godefroot (BEL)     | 65e                        |
| 30                                                      | Fernando Mendes (POR)      | 18e                        |
| 31                                                      | Michel Pollentier (BEL)    | 34e                        |
| 32                                                      | Jean-Jacques Sanquer (FRA) | 62e                        |
| 33                                                      | Ronny Van Marcke (BEL)     | AB-3                       |
| Directeurs sportifs : Brick Schotte et Pierre Molinéris |                            |                            |

| Peugeot-BP-Michelin                                | Peugeot-BP-Michelin            | Peugeot-BP-Michelin |
| -------------------------------------------------- | ------------------------------ | ------------------- |
| Num                                                | Coureur                        | Pos                 |
| 34                                                 | Robert Bouloux (FRA)           | 55e                 |
| 35                                                 | Jean-Pierre Danguillaume (FRA) | 22e                 |
| 36                                                 | Raymond Delisle (FRA)          | 11e                 |
| 37                                                 | Jacques Esclassan (FRA)        | 68e                 |
| 38                                                 | Pierre Martelozzo (FRA)        | 30e                 |
| 39                                                 | André Mollet (FRA)             | 69e                 |
| 40                                                 | Régis Ovion (FRA)              | 10e                 |
| 41                                                 | Jean-Pierre Paranteau (FRA)    | AB-5                |
| 42                                                 | Charles Rouxel (FRA)           | 36e                 |
| 43                                                 | Bernard Thévenet (FRA)         | 2e                  |
| 44                                                 | Jürgen Tschan (RFA)            | 37e                 |
| Directeurs sportifs : Gaston Plaud et Robert Naeye |                                |                     |

| Bic                                                        | Bic                       | Bic |
| ---------------------------------------------------------- | ------------------------- | --- |
| Num                                                        | Coureur                   | Pos |
| 45                                                         | Joaquim Agostinho (POR)   | 8e  |
| 46                                                         | Roland Berland (FRA)      | 28e |
| 47                                                         | José Catieau (FRA)        | 14e |
| 48                                                         | Jean-Claude Genty (FRA)   | 27e |
| 49                                                         | Bernard Labourdette (FRA) | 21e |
| 50                                                         | Leif Mortensen (DEN)      | 19e |
| 51                                                         | Luis Ocaña (ESP)          | 1er |
| 52                                                         | Alain Santy (FRA)         | 31e |
| 53                                                         | Guy Santy (FRA)           | 77e |
| 54                                                         | Johny Schleck (LUX)       | 32e |
| 55                                                         | Sylvain Vasseur (FRA)     | 53e |
| Directeurs sportifs : Maurice De Muer et Édouard Delberghe |                           |     |

| Watney-Maes Pils                                       | Watney-Maes Pils          | Watney-Maes Pils |
| ------------------------------------------------------ | ------------------------- | ---------------- |
| Num                                                    | Coureur                   | Pos              |
| 56                                                     | Willy Abbeloos (BEL)      | NP-14            |
| 57                                                     | Paul Aerts (BEL)          | AB-9             |
| 58                                                     | Emile Bodart (BEL)        | AB-9             |
| 59                                                     | Michel Coulon (BEL)       | AB-9             |
| 60                                                     | André Doyen (BEL)         | DQ-8             |
| 61                                                     | Englebert Opdebeeck (BEL) | DQ-8             |
| 62                                                     | Walter Planckaert (BEL)   | DQ-8             |
| 63                                                     | Gustaaf Van Cauter (BEL)  | NP-13            |
| 64                                                     | Ludo Van Staeyen (BEL)    | NP-14            |
| 65                                                     | Frans Verbeeck (BEL)      | AB-13            |
| 66                                                     | Eddy Verstraeten (BEL)    | DQ-8             |
| Directeurs sportifs : Albert De Kimpe et Willy Jossart |                           |                  |

| Rokado-De Gribaldy                                                   | Rokado-De Gribaldy           | Rokado-De Gribaldy |
| -------------------------------------------------------------------- | ---------------------------- | ------------------ |
| Num                                                                  | Coureur                      | Pos                |
| 67                                                                   | Willy De Geest (BEL)         | AB-8               |
| 68                                                                   | Alfred Gaida (RFA)           | 81e                |
| 69                                                                   | Roger Gilson (LUX)           | AB-18              |
| 70                                                                   | Antoon Houbrechts (BEL)      | 16e                |
| 71                                                                   | Pieter Nassen (BEL)          | HD-2b              |
| 72                                                                   | Wilfried Peffgen (RFA)       | AB-5               |
| 73                                                                   | Georges Pintens (BEL)        | HD-15              |
| 74                                                                   | Wim Schepers (NED)           | AB-8               |
| 75                                                                   | Gustaaf Van Roosbroeck (BEL) | 66e                |
| 76                                                                   | Herman Van Springel (BEL)    | 6e                 |
| 77                                                                   | Albert Van Vlierberghe (BEL) | 51e                |
| Directeurs sportifs : Guillaume Driessens et Florent Van Vaerenbergh |                              |                    |

| Gitane-Frigécrème                  | Gitane-Frigécrème         | Gitane-Frigécrème |
| ---------------------------------- | ------------------------- | ----------------- |
| Num                                | Coureur                   | Pos               |
| 78                                 | Joaquim Andrade (POR)     | 64e               |
| 79                                 | Gilbert Bellone (FRA)     | DQ-8              |
| 80                                 | Francis Campaner (FRA)    | 73e               |
| 81                                 | Ferdinand Julien (FRA)    | 42e               |
| 82                                 | Jean-Claude Largeau (FRA) | 49e               |
| 83                                 | Raymond Martin (FRA)      | 35e               |
| 84                                 | Joël Millard (FRA)        | DQ-8              |
| 85                                 | Alain Nogues (FRA)        | 63e               |
| 86                                 | Gerard Vianen (NED)       | 59e               |
| 87                                 | Michael Wright (GBR)      | 57e               |
| 88                                 | Joop Zoetemelk (NED)      | 4e                |
| Directeur sportif : André Desvages |                           |                   |

| Canada Dry-Gazelle (en)         | Canada Dry-Gazelle (en)  | Canada Dry-Gazelle (en) |
| ------------------------------- | ------------------------ | ----------------------- |
| Num                             | Coureur                  | Pos                     |
| 89                              | Matthijs de Koning (NED) | DQ-8                    |
| 90                              | Ben Janbroers (NED)      | DQ-8                    |
| 91                              | Wim Kelleners (NED)      | AB-9                    |
| 92                              | Jan Krekels (NED)        | 75e                     |
| 93                              | José Martins (POR)       | 33e                     |
| 94                              | Ludo Noels (BEL)         | HD-3                    |
| 95                              | Herculano Oliveira (POR) | 45e                     |
| 96                              | Wim Prinsen (NED)        | HD-2b                   |
| 97                              | Mathieu Pustjens (NED)   | AB-9                    |
| 98                              | Theo Van Der Leeuw (NED) | 70e                     |
| 99                              | Jo Vrancken (NED)        | DQ-8                    |
| Directeur sportif : Ton Vissers |                          |                         |

| De Kova-Lejeune (en)                                           | De Kova-Lejeune (en)        | De Kova-Lejeune (en) |
| -------------------------------------------------------------- | --------------------------- | -------------------- |
| Num                                                            | Coureur                     | Pos                  |
| 100                                                            | Lucien Aimar (FRA)          | 17e                  |
| 101                                                            | Jean-Claude Baud (FRA)      | 86e                  |
| 102                                                            | Christian Blain (FRA)       | 58e                  |
| 103                                                            | Jean-Claude Blocher (FRA)   | 85e                  |
| 104                                                            | Marcel Boishardy (FRA)      | 44e                  |
| 105                                                            | Joseph Carletti (FRA)       | DQ-8                 |
| 106                                                            | Andres Gandarias (ESP)      | AB-14                |
| 107                                                            | Noël Geneste (FRA)          | 84e                  |
| 108                                                            | Charles Genthon (FRA)       | 83e                  |
| 109                                                            | Jacques-André Hochart (FRA) | 87e                  |
| 110                                                            | Richard Podesta (FRA)       | AB-11                |
| Directeurs sportifs : Raphaël Géminiani et Édouard Fachleitner |                             |                      |

| Kas-Kaskol                                              | Kas-Kaskol                          | Kas-Kaskol |
| ------------------------------------------------------- | ----------------------------------- | ---------- |
| Num                                                     | Coureur                             | Pos        |
| 111                                                     | Gonzalo Aja (ESP)                   | AB-8       |
| 112                                                     | José Manuel Fuente (ESP)            | 3e         |
| 113                                                     | Francisco Galdós (ESP)              | 20e        |
| 114                                                     | José Antonio González Linares (ESP) | 47e        |
| 115                                                     | Jose Grande (ESP)                   | 50e        |
| 116                                                     | Santiago Lazcano (ESP)              | 29e        |
| 117                                                     | Vicente López Carril (ESP)          | 9e         |
| 118                                                     | Antonio Martos (ESP)                | 15e        |
| 119                                                     | Carlos Melero (ESP)                 | 41e        |
| 120                                                     | Antonio Menéndez (ESP)              | 40e        |
| 121                                                     | Luis Zubero (ESP)                   | 23e        |
| Directeurs sportifs : Antonio Barrutia et Eusebio Vélez |                                     |            |

| La Casera-Peña Bahamontes         | La Casera-Peña Bahamontes | La Casera-Peña Bahamontes |
| --------------------------------- | ------------------------- | ------------------------- |
| Num                               | Coureur                   | Pos                       |
| 122                               | José Luis Abilleira (ESP) | AB-3                      |
| 123                               | Luis Balagué (ESP)        | 25e                       |
| 124                               | Jesús Esperanza (ESP)     | 53e                       |
| 125                               | José Gómez Lucas (ESP)    | ab-5                      |
| 126                               | Felix Gonzalez (ESP)      | AB-11                     |
| 127                               | Jesús Manzaneque (ESP)    | 39e                       |
| 128                               | Agustín Tamames (ESP)     | AB-9                      |
| 129                               | Damaso Torres (ESP)       | 38e                       |
| 130                               | Pedro Torres (ESP)        | 13e                       |
| 131                               | José Luis Viejo (ESP)     | AB-9                      |
| 132                               | Juan Zurano (ESP)         | AB-8                      |
| Directeur sportif : Miguel Moreno |                           |                           |